# خطة كولومبو
خطة كولومبو هي منظمة إقليمية تمثل جهدًا حكوميًا دوليًا جماعيًا لتعزيز التنمية الاقتصادية والاجتماعية للدول الأعضاء في منطقة آسيا والمحيط الهادئ. يصب التركيز الرئيس لأنشطة خطة كولومبو على تنمية الموارد البشرية في المنطقة.

## تاريخ
في ربيع عام 1949، اقترح كافالام مادهافا بانيكار (أول سفير للهند في الصين) إنشاء صندوق متعدد الأطراف للسفراء البريطانيين والأستراليين، لمساعدة دول جنوب شرق آسيا على محاربة الحركات الشيوعية في بلدانهم. كانت ستصبح الولايات المتحدة إلى حد بعيد أكبر مساهم في المساعدة المقدمة للمنظمة.
انبثقت المنظمة رسميًا من مؤتمر الكومنولث (رابطة الشعوب البريطانية) لوزراء الخارجية، الذي عُقد في كولومبو، سريلانكا (سيلان آنذاك)، في يناير 1950. في هذا الاجتماع، وُضعت خطة لتوفير إطار يمكن من خلاله تعزيز جهود التعاون الدولي لرفع مستوى الشعوب في المنطقة. مُدّدت خطة كولومبو عدة مرات، وقد خُطط أساسًا تمديدها كل ست سنوات، حتى عام 1980، عندما مُددت إلى أجل غير محدد. أطلِق عليها في البداية «خطة كولومبو للتنمية الاقتصادية التعاونية في جنوب آسيا وجنوب شرقها». نمت من مجموعة تضم سبع دول من دول الكومنولث -أستراليا وبريطانيا وكندا وسيلان والهند ونيوزيلندا وباكستان- لتصبح منظمة حكومية دولية تضم 27 دولة من بينها دول غير تابعة للكومنولث. عندما اعتمدت دستورًا جديدًا عام 1977، تغير اسمها إلى «خطة كولومبو للتنمية الاقتصادية والاجتماعية التعاونية في آسيا والمحيط الهادئ»؛ لتعكس التكوين الموسع لعضويتها المعززة ونطاق أنشطتها.
في السنوات الأولى، شملت المساعدة المقدمة من البلدان المتقدمة إلى البلدان النامية في خطة كولومبو نقل رأس المال المادي والتكنولوجيا، فضلًا عن عنصر قوي لتنمية المهارات؛ ففي حين إنشاء الهياكل الأساسية للمطارات والطرق والسكك الحديدية والسدود والمستشفيات والأسمدة النباتية ومصانع الإسمنت والجامعات ومصانع الصلب في الدول الأعضاء عن طريق المساعدة المقدمة من خطة كولومبو، جرى تدريب عدد كبير من الأشخاص على إدارة هذه الهياكل الأساسية والاقتصادات المتنامية تزامنًا مع فترة الإنشاء.

## الغاية
لا يُقصد بخطة كولمبو أن تكون خطة رئيسة متكاملة يتوقع أن تتوافق معها الخطط الوطنية. تعد الخطة بدلًا من ذلك، إطارًا للترتيبات الثنائية التي تشمل المساعدة الدولية والمساعدة التقنية من أجل التنمية الاقتصادية والاجتماعية لمنطقة آسيا والمحيط الهادئ.

## الأهداف
●    تعزيز الاهتمام بالتنمية الاقتصادية والاجتماعية لآسيا والمحيط الهادئ ودعمها.
●    تعزيز التعاون التقني والمساعدة في مشاركة التكنولوجيا ونقلها بين الدول الأعضاء.
●    إبقاء المعلومات المتعلقة بالتعاون التقني قيد الاستعراض، بين الحكومات الأعضاء والوكالات متعددة الأطراف وغيرها من الوكالات؛ بغية التعجيل بالتنمية عبر الجهود التعاونية.
●    تيسير نقل الخبرات الإنمائية ومشاركتها بين الدول الأعضاء داخل المنطقة مع التركيز على مفهوم التعاون بين بلدان الجنوب.

## الهيكل التنظيمي
تتكون الأجهزة الرئيسة لخطة كولومبو من اللجنة الاستشارية والمجلس والأمانة العامة. تتحمل الدول الأعضاء الـ27 التكاليف الإدارية للمجلس والأمانة العامة بالتساوي.
●    تتألف اللجنة الاستشارية من جميع الحكومات الأعضاء، وهي أعلى هيئة لاستعراض خطة كولومبو ورسم السياسات فيها. توفر اجتماعاتها -التي تعقد كل سنتين- منتدى لتبادل الأراء بشأن المشاكل الإنمائية الراهنة التي تواجه الدول الأعضاء ولاستعراض عمل خطة كولومبو في مجال التنمية الاقتصادية والاجتماعية داخل المنطقة.
●    يضم مجلس خطة كولومبو رؤساء البعثات الدبلوماسية للحكومات الأعضاء المقيمين في كولومبو، في سريلانكا. تتناوب رئاسة المجلس سنويًا بين الدول الأعضاء على أساس أبجدي. يجتمع المجلس كل ثلاثة أشهر لتحديد القضايا الإنمائية الهامة التي تواجه الأعضاء وضمان التنفيذ السلس لقرارات اللجنة الاستشارية.
●    تقع أمانة خطة كولومبو، التي يرأسها أمين عام، في كولومبو، في سريلانكا منذ عام 1951، وتعمل أمانةً للجنة الاستشارية والمجلس. تتولى الأمانة مسؤولية الإدارة والتنفيذ الفعالين لبرامج خطة كولومبو، بالشراكة مع الدول الأعضاء والوكالات المتعاونة.

## التمويل
من السمات الخاصة لخطة كولومبو أن التكاليف الإدارية للمجلس والأمانة العامة تتحملها جميع الدول الأعضاء بالتساوي. غير أن برامج التدريب الواردة في خطة كولومبو تُموَل طواعية من المانحين المعتادين، ومن الدول الناشئة حديثًا من الدول الأعضاء أيضًا. تشجع الدول الأعضاء النامية أيضًا على تغطية تكاليف العملات المحلية كلما نُظمت برامج تدريبية في بلدانها. تموَل برامج التدريب في خطة كولومبو أيضًا من مساهمات من الحكومات غير الأعضاء والمنظمات الإقليمية/الدولية.
في خطاب في كولومبو في 5 يوليو 2010، قالت السيدة باتريسيا يون موي شيا، الأمين العام الرابع: «أصبح ممكنًا زيادة مستوى أنشطتنا عبر التبرعات المقدمة من الدول الأعضاء والوكالات الدولية مثل صندوق الأوبك للتنمية الدولية. في العام الماضي، تجاوزت برامجنا 10 ملايين دولار، ونتوقع أكثر من 12 مليون دولار من البرامج هذا العام مع مليوني دولار أخرى تقريبًا من ناحية تقاسم التكاليف من الدول الأعضاء. بتمويل من حكومة الولايات المتحدة و13 دولة أخرى من دول الأعضاء، أصبحت خطة كولومبو الآن أكبر جهة معنية في خفض الطلب على المخدرات في منطقة آسيا والمحيط الهادئ، مع مبادرة خاصة في أفغانستان».

## البرامج
تتضمن خطة كولومبو أربعة برامج دائمة هي:
●    برنامج المنح الدراسية طويلة الأجل (LTSP, estd: 1951).
●    البرنامج الاستشاري المعني بالمخدرات (DAP, estd: 1973).
●    برنامج تنمية القطاع الخاص (PPSD, estd: 1995).
●    برنامج الإدارة العامة والبيئة (PPA, estd: 1995).
●    برنامج الشؤون الجنسانية (GAP, estd: 2014).
●    برنامج البيئة وتغير المناخ (ECC, estd: 2016).

## الخطة حاليًا
على مر السنين، ومع التمسك بمفهوم تنمية الموارد البشرية والتعاون بين بلدان الجنوب في معالجة قضايا التنمية الاقتصادية والاجتماعية، أخذ المضمون البرنامجي لخطة كولومبو بالتغير لمراعاة احتياجات الدول الأعضاء في بيئة اقتصادية عالمية سريعة التغير. في السنوات الأولى، كانت برامج التدريب ذات طابع طويل الأجل، في حين ركزت البرامج الأخيرة على توفير مهارات متقدمة ومشاركة الخبرات بهدف التوصل إلى أفضل الممارسات في مختلف ميادين الأنشطة الاقتصادية والاجتماعية باعتبارها وسيلة لوضع السياسات السليمة والحكم الرشيد. تندمج البرامج الحالية لخطة كولومبو في مجالات صياغة السياسات العامة في بيئة تتسم بالعولمة واقتصاد السوق، وتنمية القطاع الخاص بوصفه المحرك الرئيس للنمو، ومنع تعاطي المخدرات والارتهان لها ومعالجته في الدول الأعضاء، ومعالجة القضايا المتعلقة بنوع الجنس. توفر كلية موظفي خطة كولومبو لتعليم الفنيين الموجودة في مانيلا أيضًا فرصًا لتطوير المهارات للفنيين في المستوى المتوسط.
قالت باتريسيا يوون موي شيا في خطابها عام 2010: «تبدو خطة كولومبو الحالية مختلفة تمامًا منذ إعادتنا لهيكلتها وتنشيطها في عام 1995. بينما نواصل البناء على نجاحاتنا السابقة، تستخدم خطة كولومبو الجديدة التعاون بين البلدان النامية الأعضاء أو التعاون بين بلدان الجنوب والبلدان الأعضاء المتقدمة والنامية، لدعم جميع أنشطتنا. منذ إعادة الهيكلة عام 1995، قدمنا الآن 16,082 منحة دراسية إلى 23 دولة من دول الأعضاء لكل من البرامج التدريبية طويلة الأجل وقصيرة الأجل».

## الأمناء العامون السابقون
شهدت خطة كولومبو تحولًا تنظيميًا وتجديدًا عام 1995، وتغير مكتب خطة كولومبو، فأصبح أمانة خطة كولومبو يرأسها أمين عام بدلًا من مدير. كان الأمين العام الأول الدكتور كيم هاك سو من كوريا (يناير 1995 – مارس 1999)، ثم خلفه الدكتور سارات تشاندران، الهند (أبريل 1999 – يونيو 2003)، والسيد كيتيبان كانيانابتكول من تايلاند (يونيو 2003 – أغسطس 2007)، والسيدة باتريسيا يون موي من ماليزيا (أغسطس 2007 - أغسطس 2011)، أول امرأة آسيوية تشغل هذا المنصب، والسيد آدم مانيكو من المالديف (15 أغسطس 2011 - نوفمبر 2013)، والسيد كينلي دورجي من بوتان (مايو 2014 - أبريل 2018). تولت الأمين العام الحالي السفير فان كيو تو، الحاصلة على الدكتوراه من فيتنام، مهام منصبها في الأول من مايو 2018 بوصفها الأمين العام السابع للمنظمة.

## الأعضاء الحاليون
تضم خطة كولومبو حاليًا 27 عضوًا من بينهم دول في منطقة آسيا والمحيط الهادئ ودول غير تابعة للكومنولث ودول تنتمي إلى تجمعات إقليمية مثل أسيان (رابطة دول جنوب شرق آسيا) وسارك (رابطة جنوب آسيا للتعاون الإقليمي).
| الدول الأعضاء              | تاريخ الانضمام |
| أفغانستان                  | 1963           |
| أستراليا                   | 1950           |
| بنغلاديش                   | 1972           |
| بوتان                      | 1962           |
| بروناي                     | 2008           |
| فيجي                       | 1972           |
| الهند                      | 1950           |
| أندونيسيا                  | 1953           |
| إيران                      | 1966           |
| اليابان                    | 1954           |
| كوريا الجنوبية             | 1962           |
| لاوس                       | 1951           |
| ماليزيا                    | 1957           |
| جزر المالديف               | 1963           |
| منغوليا                    | 2004           |
| ميانمار                    | 1952           |
| نيبال                      | 1952           |
| نيوزيلاندا                 | 1950           |
| باكستان                    | 1950           |
| بابوا غينيا الجديدة        | 1973           |
| الفلبين                    | 1954           |
| المملكة العربية السعودية   | 2012           |
| سنغافورة                   | 1966           |
| سريلانكا                   | 1950           |
| تايلاند                    | 1954           |
| الولايات المتحدة الأمريكية | 1951           |
| فيتنام                     | 2004           |